# Jan Łączny
Jan Łączny (Dobrzyca, 19 de Dezembro de 1950) é um político da Polónia. Ele foi eleito para a Sejm em 25 de Setembro de 2005 com 2229 votos em 40 no distrito de Koszalin, candidato pelas listas do partido Samoobrona Rzeczpospolitej Polskiej.
Ele também foi membro da Sejm 2001-2005.